# 圆果灯心草
圆果灯心草（学名：Juncus subglobosus）是灯心草科灯心草属的植物。分布在中国大陆的新疆等地，生长于海拔500米的地区，见于湿地，目前尚未由人工引种栽培。